# NGC 7549
NGC 7549 este o galaxie situată în constelația Pegas. A fost descoperită în 2 noiembrie 1850 de către William Parsons, 3rd Earl of Rosse⁠(d). Se află la o distanță de 64,57 de megaparseci de Pământ.